# Tour de Selangor
Tour de Selangor – wieloetapowy wyścig kolarski rozgrywany corocznie wokół malezyjskiego stanu Selangor.
Wyścig został zainaugurowany pierwszą edycją w 2017. Rok później impreza nie została zorganizowana, a powróciła w edycji z 2019.
Od początku istnienia Tour de Selangor jest częścią UCI Asia Tour z kategorią 2.2.

## Zwycięzcy
Opracowano na podstawie:
| Rok  | Pierwsze             | Drugie                     | Trzecie          |
| ---- | -------------------- | -------------------------- | ---------------- |
| 2017 | Muhamad Zawawi Azman | Nik Mohamad Azman Zulkifli | Ryōhei Komori    |
| 2019 | Marcus Culey         | Loïc Desriac               | Shotaro Watanabe |